# Kanton Franconville
Kanton Franconville (fr. Canton de Franconville) je francouzský kanton v departementu Val-d'Oise v regionu Île-de-France. Tvoří ho dvě obce. Před reformou kantonů 2014 ho tvořilo pouze město Franconville.

## Obce kantonu
od roku 2015:
- Cormeilles-en-Parisis
- Franconville

před rokem 2015:
- Franconville